# Rotoscopio

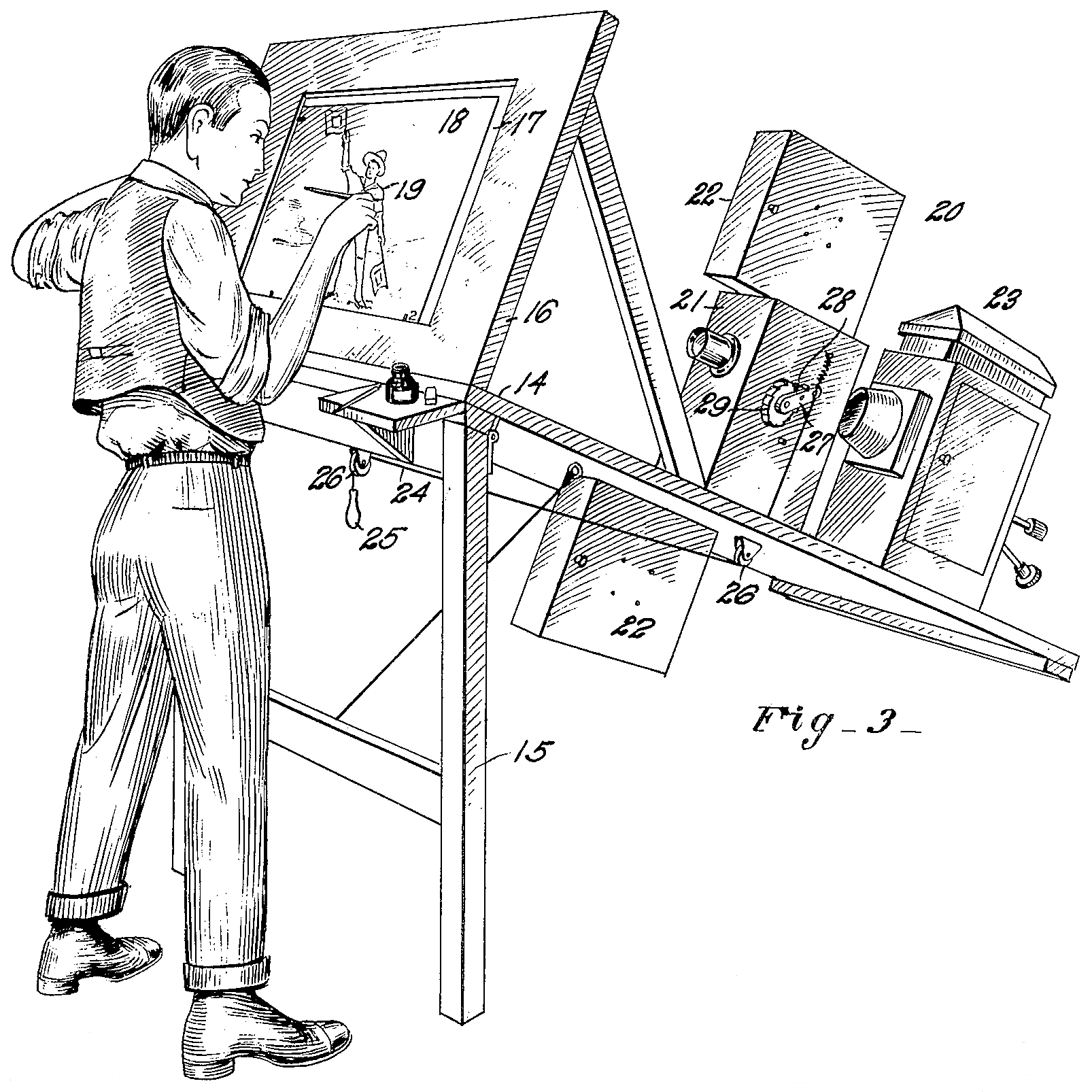
Rotoscopio original de Dave Fleischer (1914).

El rotoscopio es una máquina que permite a los animadores diseñar imágenes para películas de animación, tradicionalmente películas de dibujos animados, aunque puede usarse para ciertos efectos especiales (como los sables láser de la película Star Wars, de 1977). Aplicado a un dibujo animado consiste, esencialmente, en reemplazar los fotogramas de una filmación real por dibujos «calcados» sobre cada fotograma. Así se transmite al dibujo la naturalidad y secuencialidad de movimientos, expresiones, luces, sombras y proporciones propias de la filmación original que sirvió de base para la animación. A la técnica de animación mediante el uso de un rotoscopio se le llama «rotoscopia», «rotoscopiado» o «rotoscopado». El soporte de fotogramas original sobre el que se trabaja en un rotoscopiado es, en el cine tradicional, una lámina de celuloide transparente (en inglés, un cel, apócope de «celuloide»).
Desde principios del siglo XXI, tras la así llamada «revolución digital», la técnica del rotoscopiado está prácticamente abandonada. Fue reemplazada por otra técnica en la que ya no se trabaja sobre imágenes obtenidas por filmación tradicional sobre celuloide, sino filmadas y grabadas directamente en soporte electrónico digital: la captura de movimiento.
El rotoscopio fue inventado por Max Fleischer, que lo utilizó para su serie Out of the Inkwell a partir de 1912. Fleischer fue ayudado por su hermano Dave Fleischer, quien le aportó su ayuda a partir de 1914.

## Historia
El rotoscopio ha sido utilizado en una vasta gama de dibujos animados, siendo los más notables Cab Calloway y Betty Boop en el inicio de los años 1930. Los estudios Walt Disney Pictures utilizaron la rotoscopia en 1937 en Blancanieves y los siete enanitos para la animación de los personajes del príncipe y de Blancanieves. En 1939 se recurrió a la rotoscopia en la película de dibujos animados de Paramount Pictures Los viajes de Gulliver. Posteriormente Ralph Bakshi utilizó el rotoscopiado en su versión de El Señor de los Anillos en 1978, pero debido a la falta de presupuesto el resultado no fue el deseado y la crítica se ensañó con él.
La rotoscopia fue utilizada además con frecuencia como herramienta para realizar los efectos especiales de ciertas películas, por ejemplo en 1977 en los sables de luz de La guerra de las galaxias (en la ficción de esas películas un sable de luz es una empuñadura que en vez de tener un filo de metal lo que hace es emitir un haz de «energía pura»). Para las escenas en las que los caballeros jedi de esa saga cinematográfica utilizaban sus sables, se les dio empuñaduras en las que la hoja de energía estaba representada por un bastón recubierto de una pintura que refleja la luz, emitiendo un tenue resplandor. Más tarde, en laboratorio y mediante un rotoscopio, en cada fotograma los técnicos de efectos especiales pintaban el bastón con un efecto de luz mucho más intenso.
Un claro ejemplo de la utilización de esta técnica fue el videoclip de la canción Take On Me, que el grupo noruego a-ha lanzó en 1984. Se inspiró en el trabajo de arte de un estudiante que había recurrido a la técnica del rotoscopiado. Las escenas en vivo (que no son animaciones) fueron grabadas en el Kim's Café y en un estudio de sonido, ambos en Londres, Inglaterra. El videoclip narra una historia de fantasía en la que una chica (interpretada por la actriz Bunty Bailey) vive un romance de ensueño con el héroe de su historieta favorita (interpretado por Morten Harket).
Sin embargo, la primera vez que un rotoscopio fue utilizado en un video musical fue en el video de la Banda Klaatu "A Routine Day".
La rotoscopia tiene una técnica análoga en la animación por computadora: la captura de movimiento. El término rotoscopia es pues ahora usado de forma generalizada para los procesos digitales mediante los que se rediseñan las imágenes sobre la película digital. Para las películas El Señor de los Anillos: las dos torres y El Señor de los Anillos: el retorno del Rey, de 2002 y 2003 respectivamente, los animadores por computadora se vieron obligados por los productores a usar la técnica de la captura de movimiento con el actor Andy Serkis para todas las animaciones del personaje ficticio de Gollum, ya que el resultado obtenido mediante simple animación por computadora fue rechazado por incompleto y falto del realismo requerido para este personaje.

## Rotoscopia en el cine de animación
Walt Disney utilizó el rotoscopio para la producción de Snow White and the Seven Dwarfs, donde para la técnica de animación se utilizaba grabaciones de imágenes reales que, posteriormente, se trasladan a dibujo mediante el calco de los movimientos, dando así mayor naturalidad a los movimientos en la película final. La técnica continuó utilizándose en largometrajes posteriores de Walt Disney Productions.
Durante las décadas de 1960 y 1970, Walt Disney Productions produjo películas de dibujos animados en los que se detectan semejanzas entre los movimientos de los personajes que aparecen, la razón de ello siendo el uso de la rotoscopia. Dado el coste que suponía rodar una escena con actores reales en la primera mitad del siglo XX, con cámaras de celuloide, el estudio optó por reutilizar las grabaciones que ya tenía filmadas en sus futuras películas a través de la técnica rotoscopia. Con ello, se reducían considerablemente los costes y el tiempo de producción de las películas.
Esta técnica fue usada de manera muy breve en la serie de televisión Los Simpson, para el desarrollo del gag del sofá correspondiente al episodio "Barthood" de la temporada 27.

## Captura del movimiento
En el mundo del cine comúnmente se utiliza esta técnica. Consiste en capturar digitalmente un movimiento real y utilizar la información para transferirla posteriormente a una animación (digitalización del movimiento). 
La captura del movimiento real incluye tres pasos:
1. Simplificación del modelo: Normalmente los movimientos reales (por ejemplo el lanzamiento de algún objeto) son muy complejos para ser capturados total e íntegramente . Por esa razón primeramente se identifican las partes fundamentales del movimiento (fotogramas claves).
2. Identificación y marcado de los puntos de referencia: Normalmente suelen ser las articulaciones de los personajes, marcadas con círculos con, o bien una tela de colores vivos,  o una pelota de pin pong, entre otros.
3. Realización del movimiento y simultánea recogida de datos: este proceso se lleva a cabo mediante cámaras de vídeo, trajes de datos y otros elementos tecnológico-audiovisuales.

Una vez de ha digitalizado la información, se aplica al modelo generado por ordenador con la intención de controlar su movimiento. Gracias a esta técnica se consiguen movimientos muy realistas, ya que estos derivan de acciones reales no creadas en un inicio por fórmulas o dibujos digitales.

## Ejemplos de uso de esta técnica

Animación mediante rotoscopiado que le dota de un movimiento más real.

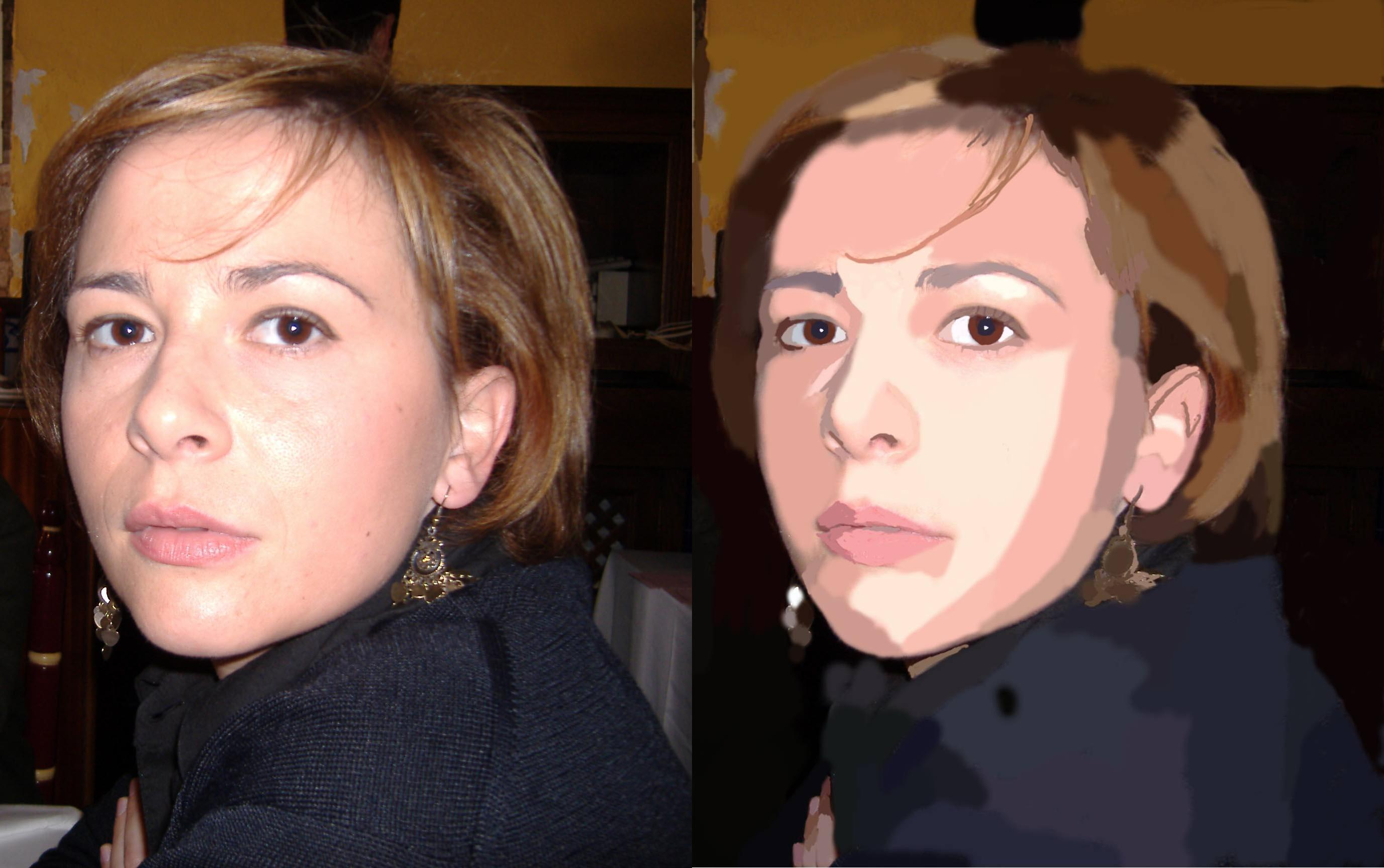
Muestra de rotoscopiado.

### Cine
- Minnie the Moocher (1932)
- Snow White and the Seven Dwarfs (1937)
- Los viajes de Gulliver (1939)
- Fantasía (1940)
- Superman (años 1940, artículo en inglés)
- Los pájaros (1963)
- Trilogía original de La Guerra de las Galaxias (1977-1983), usando la técnica para los sables láser.
- El Señor de los Anillos (1978)
- Heavy Metal (1981)
- American Pop (1981)
- Tron (1982)
- Fire and Ice (1983)
- La sirenita (1989)
- Peraustrinia 2004 (1990)
- La bella y la bestia (1991)
- Aladdín (1992)
- Anastasia (1997)
- Atlantis: el imperio perdido (2001)
- Despertando a la vida (2001)
- Lilo & Stitch (2002)
- Una mirada a la oscuridad (2006)
- Renaissance (2006)
- Chico y Rita (2010)
- Gordo, calvo y bajito (2012)
- Loving Vincent (2017)
- The Spine of Night (2021)

### Series animadas
- Out of the Inkwell (1918-1929)
- Betty Boop (1930)
- Popeye (1930)
- What Have We Learned, Charlie Brown? (1983) y  It's Flashbeagle, Charlie Brown (1984)
- Estado Delta (2004)
- Aku no Hana (2013)
- Los Simpson, usando la técnica brevemente en el chiste del sofá del episodio "Barthood" (2015)
- Undone (2019)

### Vídeos musicales
- Frijolero canción de Molotov.
- Yelilow Submarine (1968), en la secuencia correspondiente a la canción Lucy in the sky with diamonds.
- Breaking the habit canción de Linkin Park.
- Brothers in Arms canción de Dire Straits.
- Take on Me canción de A-ha.
- El detenido canción de Los Bunkers.
- Destiny canción de Zero 7.

### Videojuegos
- Prince of Persia
- Another World
- Commander Blood
- Flashback: The Quest for Identity
- The Last Express
- Hotel Dusk: Room 215
- Last Window: El secreto de Cape West
- The World Ends with You
- Ghost Trick: Phantom Detective
- The Banner Saga
- Cuphead
- Frank and Drake

## Programas informáticos
- Rotoshop software propietario

- Rotoscope software libre